# Nyankaya
Nyankaya är ett periodiskt vattendrag i Burundi. Det ligger i den centrala delen av landet, 70 km sydost om huvudstaden Bujumbura.
Omgivningarna runt Nyankaya är en mosaik av jordbruksmark och naturlig växtlighet. Runt Nyankaya är det ganska tätbefolkat, med 124 invånare per kvadratkilometer.